# Schloss Allach

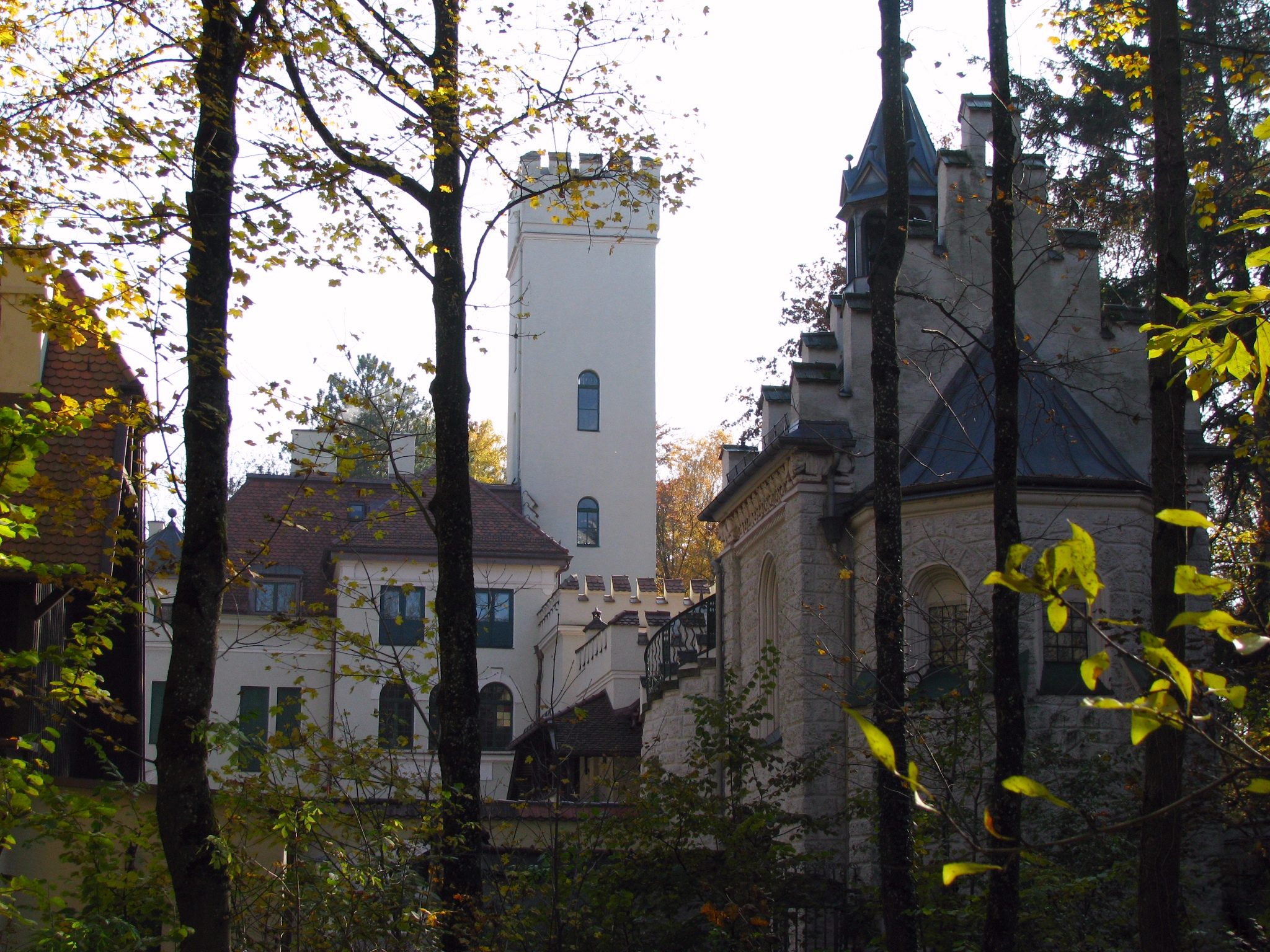
Schloss Allach von Norden

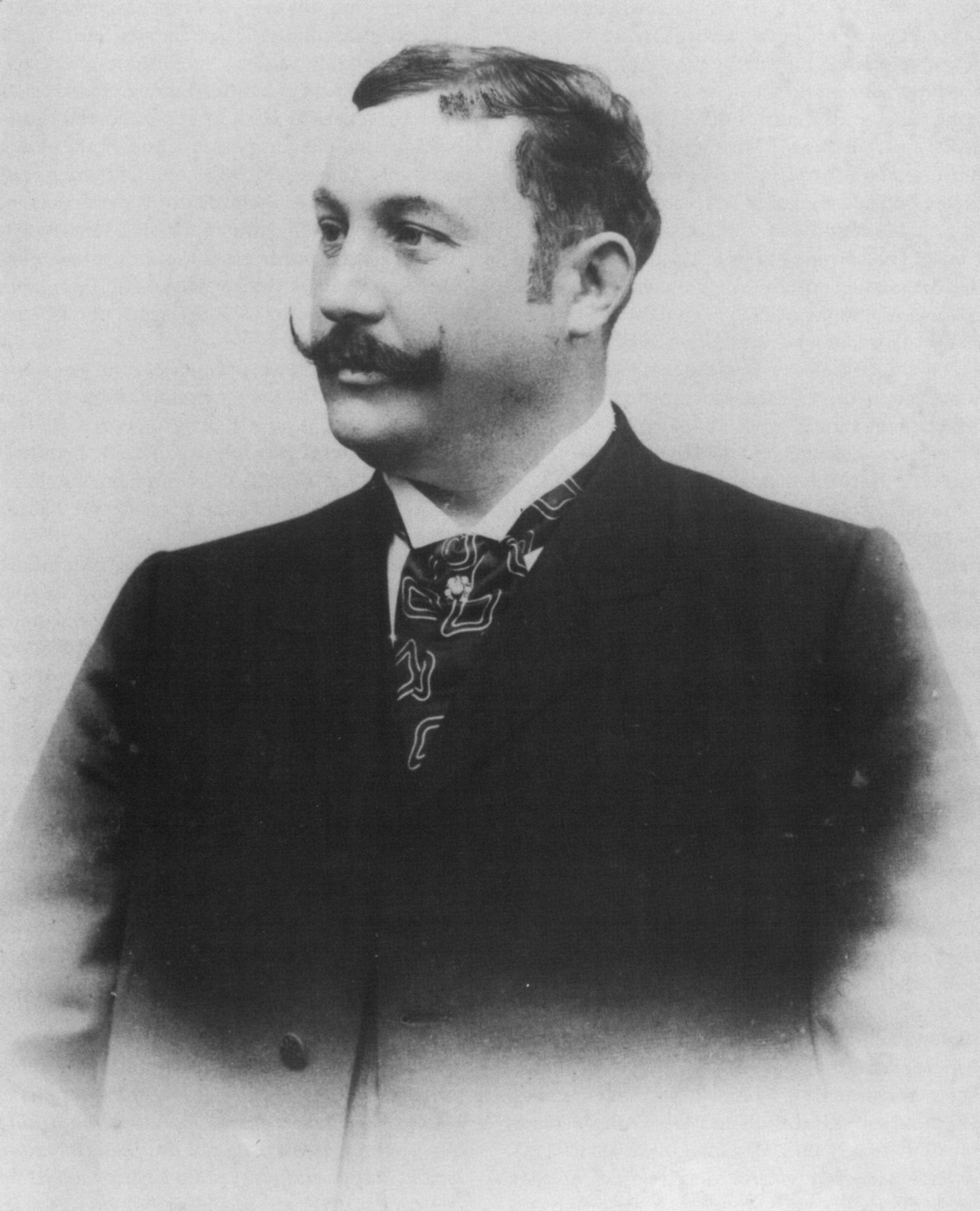
Schlossherr Lorenz Hauser im Jahr 1902

Schloss Allach (auch Gilmer Schloss, Hauser Schloss, Schloss Waldeck, Schloss Karlsfeld, im Volksmund auch Neuschwanstein im Dachauer Moos) ist eine Schlossanlage mit Torbau, Hauptbau und Kapelle mit romanisch-gotischem Charakter und wechselvoller Geschichte im Stadtbezirk Allach-Untermenzing von München. Das Schloss ist an drei Seiten von einem Park umgeben und liegt mit der vierten Seite direkt am Ufer des Würmkanals (Vogelloh 48a). Lorenz Hauser (1869–1918), zuvor nur lokal bekannt als „Hauser Lenz“ vom Strohmaier-Hof und nach der Eingemeindung Neuhausens bekannt geworden als der „Millionenbauer von Neuhausen“, ließ es sich 1899/1900 auf einem 50.000 m² (fünf Hektar) großen Grundstück erbauen, das seit 1938 im Münchner Stadtteil Allach unmittelbar an der Stadtgrenze zu Karlsfeld liegt. Es ist der Öffentlichkeit nicht zugänglich.

## Geschichte

Der Innenhof in der Frühlingssonne. Gesehen aus der Richtung des Teichs.

Lorenz Hauser reichte im Januar 1897 den Bauantrag für ein „Jagdschloss“ bei der zuständigen Gemeinde Allach ein. Der Bau wurde allerdings erst ab 1899 nach Plänen von Max Knörnschild ausgeführt, nachdem Hauser einen neuerlichen Bauantrag, diesmal zur „Errichtung einer Villa“ eingereicht hatte. Was in den zwei Jahren auf dem Bauplatz geschah, ist nicht bekannt, es wird davon berichtet, dass der Bauherr den Rohbau zweimal wieder hat abbrechen lassen, da er seinen Vorstellungen von einem Jagdschloss nicht entsprach. Der Baupreis lag entgegen damals öfters geäußerten Darstellungen nicht bei 1½ bis 2 Millionen Mark, sondern bei 500.000 Mark, was aber zur damaligen Zeit auch noch ein außerordentlich hoher Betrag war.
Nach Vollendung des Hauptgebäudes, das luxuriös eingerichtet wurde, ließ Hauser 1900 eine neuromanische Kapelle mit Verbindungsbau zum Herrenhaus, ein Stall- und Dienerschaftsgebäude mit Turm sowie ein Pförtnerhaus errichten. Diese Ergänzungsbauten wurden von den Gebrüdern Rank entworfen und gebaut.
Von März 1902 bis Juli 1904 hatte Lorenz Hauser seinen Hauptwohnsitz im Schloss, neben einem weiteren Wohnsitz in der Münchner Zweibrückenstraße. In dieser Zeit wurden im Schloss zahlreiche und ausschweifende Feste abgehalten, die Stoff für den etwas unsoliden Ruf des Schlossherrn lieferten. Von 1904 bis 1908 hielt er sich dann nur noch vereinzelt in seinem Schloss auf. Am 7. März 1908 verkaufte er die gesamte Anlage mit einer Fläche von 8,6 Hektar an den k.u.k. Kammerherrn und Rittmeister der Reserve Graf Alexander von Boos zu Waldeck und Montfort (1874–1924) und dessen Frau Maria Anna, geborene von Kubinzky (1883–1928). Den Namen Waldeck gab ihm Hauser aber schon vorher, so dass die Übereinstimmung Zufall ist. Der Kaufpreis betrug 303.000 Mark.

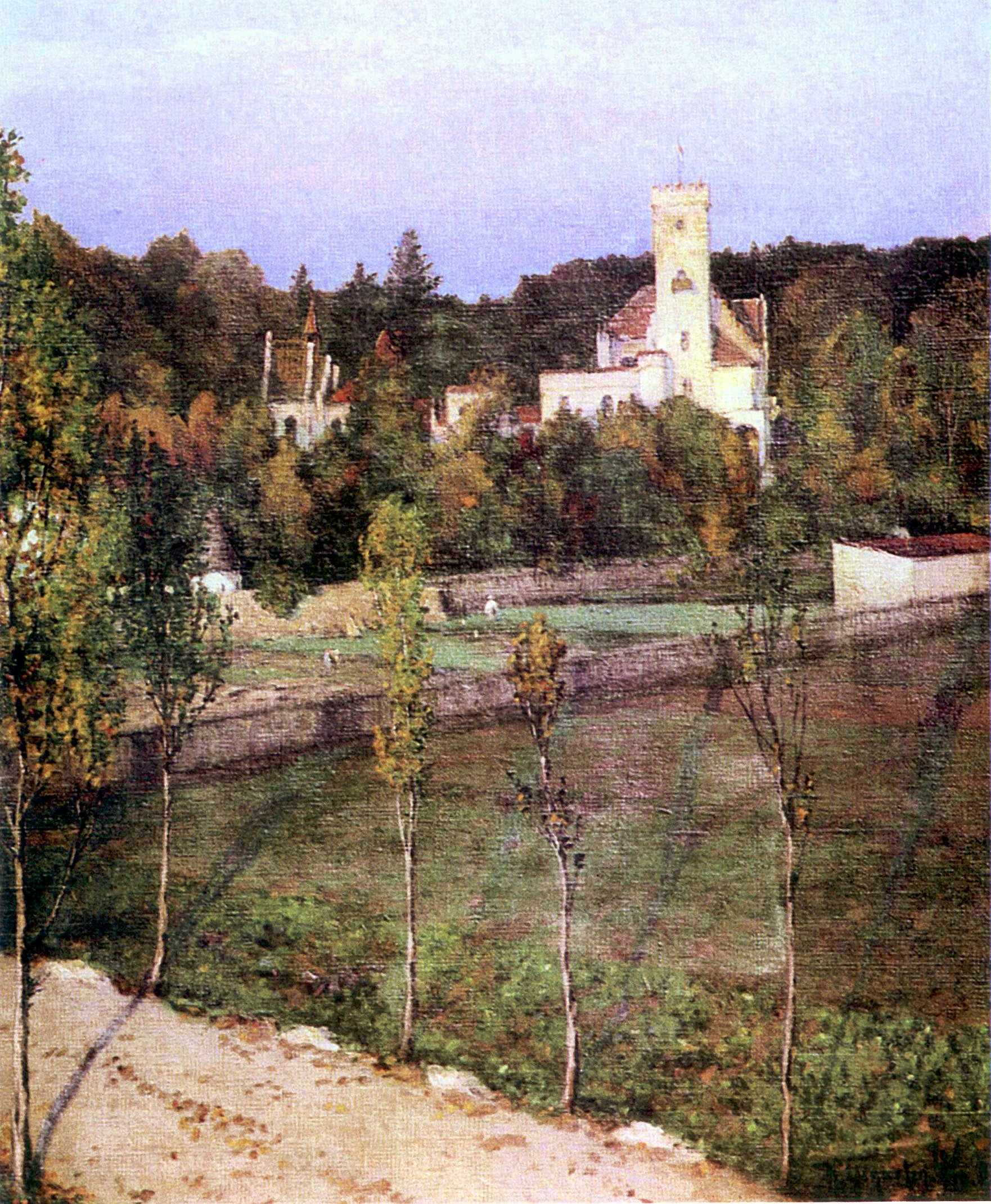
Ansicht von Westen in einem Ölgemälde von Heinrich Gogarten (1850–1911)

Der Graf ließ 1910 einen Wohnzimmeranbau an das Pförtnerhäuschen errichten, verkaufte aber das Anwesen bereits wieder im April 1911 für 336.000 Mark an den Münchner Baumeister Michael Heizer. Im Januar 1912 verkaufte es dieser für 436.000 Mark an den Straßburger Kaufmann Josef Schweißheimer. Für 340.000 Mark kaufte es im August desselben Jahres ein Sigrist Abraham aus Grabenstätt. Dieser wurde zahlungsunfähig, so dass das Schloss zwangsversteigert wurde. Neuer Eigentümer wurde im August 1915 wieder Lorenz Hauser, der den Zuschlag für 111.000 Mark bekam und der es im Mai 1916 für 190.000 Mark an den Großkaufmann Eduard Hagedorn weiterverkaufte. Dieser beabsichtigte, das Schloss für sich zu nutzen und beauftragte den renommierten Münchner Architekten Oswald Schiller mit Umbauarbeiten. Dabei wurde das Kellergeschoss restauriert, das Dachgeschoss und die ehemaligen Privaträume von Lorenz Hauser wurden umgestaltet. Im Rahmen politischer Umwälzungen in Bayern im Frühjahr 1919, in deren Verlauf Ministerpräsident Kurt Eisner ermordet wurde, kam es zu gewalttätigen Auseinandersetzungen von verfeindeten Lagern, bei denen auch das Schloss erobert und geplündert wurde. Die Familie Hagedorn, zuvor geflüchtet, kehrte nach den Unruhen wieder zurück. Eine amtliche Schätzung des Wertes von Schloss und Park im Jahr 1920 ergab 180.000 Mark.
Kaufmann Hagedorns wirtschaftliche Lage verschlechterte sich ab 1926 zusehends, so dass im Jahr 1931 das Schloss wieder zwangsversteigert werden sollte. Dazu kam es aber erst im Juli 1936. In der Zwischenzeit diente das Gelände als Kulisse für den Film Schloß Vogelöd. Für 80.000 Reichsmark erhielt der Leiter einer chirurgischen Klinik in der Münchner Herzog-Wilhelm-Straße, Ludwig Gilmer, Schloss mit Grundstück, welches aufgrund von Zukäufen inzwischen auf 12,6 Hektar angewachsen war. Eine amtliche Schätzung vom Oktober 1936 gibt einen Wert von 130.000 Reichsmark an. Das Schloss war zu diesem Zeitpunkt stark renovierungsbedürftig, Gilmer ließ diese Arbeiten vom Architekten John H. Rosenthal ausführen. Der Allacher Bürgermeister störte sich an der jüdischen Herkunft des Architekten und forderte den Schlossverwalter auf, „diesen Mißstand sofort abzustellen“. Über den Erfolg dieses Ersuchens ist nichts bekannt. 1938 wurde Allach nach München eingemeindet. Zu dieser Zeit wurde das Gilmer Schloss, wie sich der Name des Gebäudes vor allem in Allach und Karlsfeld bis heute gehalten hat, in die Denkmalliste aufgenommen.
Als sich die Bayerischen Motorenwerke in der Nachbarschaft ansiedelten, verkaufte Ludwig Gilmer 1942 das Anwesen, das er eigentlich als seinen Alterssitz vorgesehen hatte, an dieses Unternehmen für 119.500 Reichsmark. Im Zweiten Weltkrieg bekam das Schloss einen Tarnanstrich und es wurde militärisch genutzt. Später wurde ein Lazarett darin eingerichtet. Nach Ende des Krieges quartierten sich US-amerikanische Soldaten im Schloss ein. Franz Schröther schreibt in seiner Biographie über Lorenz Hauser: „Sie gründeten einen Jagd- und Fischereiklub, schossen das Wild ab, fischten den See leer und feierten Feste im Gebäude. Bei einem Grillabend (Barbecue), der in der Eingangshalle des Schlosses stattfand, brach ein Feuer aus, bei dem das Gebäude fast abgebrannt wäre.“ Als die Amerikaner 1955 das Schloss verließen, war es in ruinösem Zustand.
Das gesamte Gelände wurde am 28. April 1955 an die Maschinenfabrik Augsburg-Nürnberg (MAN) verkauft, in deren Besitz es sich heute noch befindet. Die Spuren des Krieges und der Besatzungszeit wurden mit großem Aufwand entfernt, das Gebäude komplett saniert. Es dient heute der MAN Nutzfahrzeuge AG als Empfangsort und Gästehaus für wichtige Persönlichkeiten. Der Park gehört vollständig zum MAN-Firmengelände.
In den Jahren 2008 und 2009 wurde die ursprüngliche Raumeinteilung im ersten Stock wieder hergestellt, was insbesondere die ehemaligen Privaträume des Lorenz Hauser betrifft. Äußerlich war das Schloss zum großen Teil im Originalzustand geblieben.

## Beschreibung

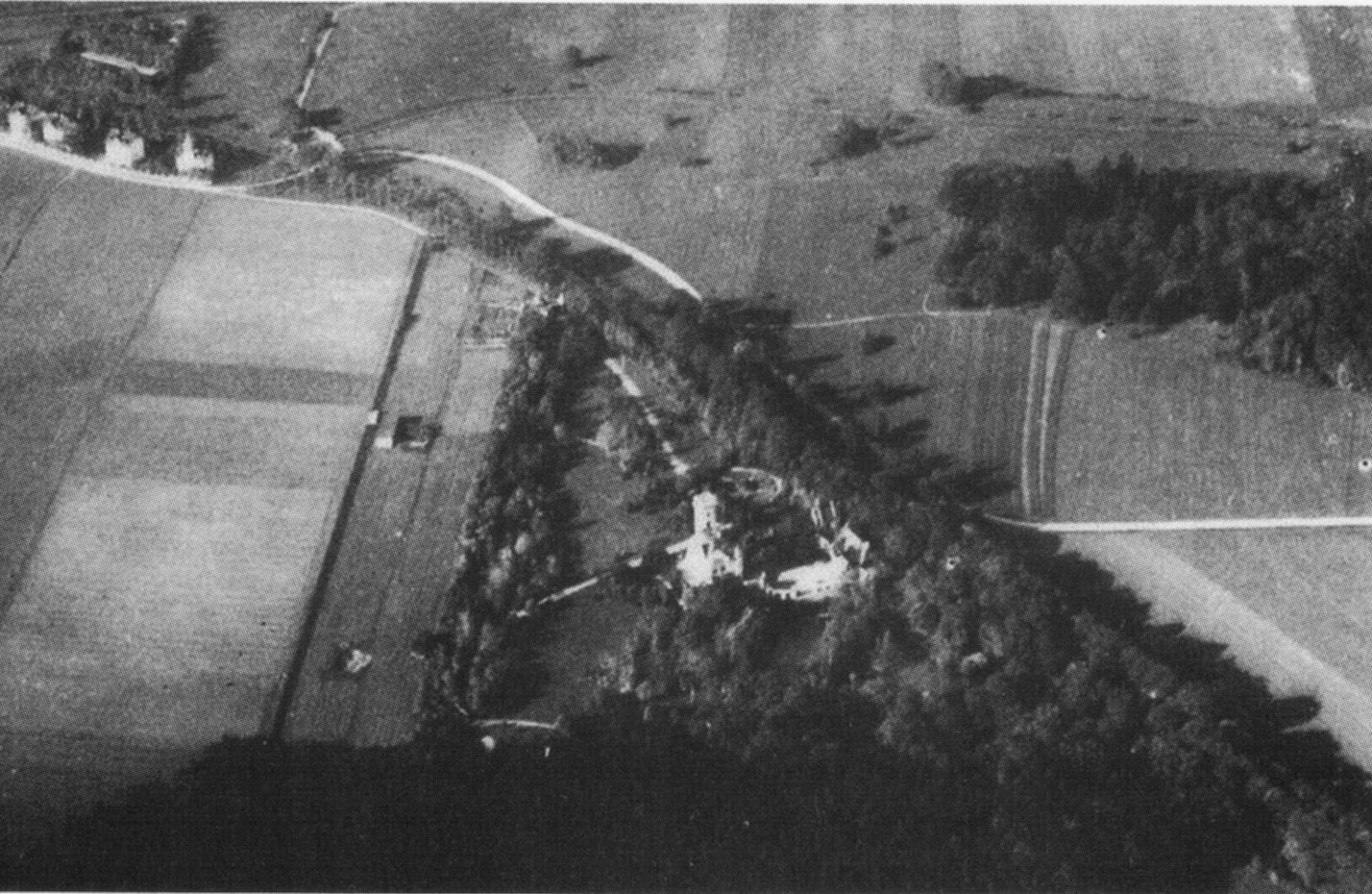
Luftaufnahme von 1912 nach Westen; die diagonale Gehölzreihe markiert den Verlauf des Würmkanals

Das Hauptgebäude der Schlossanlage besteht aus einem mit Wappenschildern und Ritterfiguren ausgestatteten dreistöckigen Hauptbau mit zinnenbekröntem, fünfstöckigem Turm. Des Weiteren sind außen viele symbolhafte Attribute wie Löwenköpfe, Medusenhäupter, Drachen, Fledermäuse oder andere fliegende Tiere zu finden. Auch sich selber hat Lorenz Hauser darstellen lassen, beispielsweise als Mönch mit einem Geldsack in der Hand. Nicht mehr vorhanden sind eine Sonnenuhr, eine Plastik der „Diana mit dem Hirsch“ und zwei Sphingen. Die Terrasse wird durch ein schmiedeeisernes dreiteiliges Jugendstil-Geländer begrenzt.
In der repräsentativen, zentralen Treppenhalle, die bis heute unverändert geblieben ist, finden sich neben vielen weiteren Motiven aus der griechischen Mythologie ein Deckengemälde von Johann Schaschko mit dem Titel „Phoebus im Sonnenwagen“ sowie Fresken von Johann Schaschko und Walter Heubach. Im Erdgeschoss gibt es ein „Apostelzimmer“, ein Musikzimmer und ein Marmorzimmer mit Springbrunnen. Die Weinstube befindet sich im Kellergeschoss, ebenso wie früher die Schlossküche, von wo aus die Speisen über einen Aufzug in das Erdgeschoss transportiert werden konnten. Im ersten Stock befanden sich die Privaträume des Lorenz Hauser und im zweiten Stock die ursprünglich im bäuerlichen Stil eingerichteten Gästezimmer und die Räume für das Personal. Von den ursprünglichen Einrichtungsgegenständen im Schloss ist nichts erhalten.
Die Schlosskapelle, die dem Namenspatron Hausers, dem heiligen Laurentius, geweiht ist, besitzt einen achteckigen Glockenturm mit der Laurentius- und der Marienglocke. Die Kapelle zeichnet sich durch eine ungewöhnliche Raumaufteilung aus: Der dekorativ ausgestattete Kirchenraum befindet sich im ersten Stock, während sich die Sakristei darunter befindet. Früher gab es über den Würmkanal eine Brücke, um den benachbarten Einwohnern den Gottesdienstbesuch zu ermöglichen, ohne das übrige Schlossgelände zu betreten.
Das Stall- und Dienerschaftsgebäude ist ein Fachwerkbau mit Turm. Dort befindet sich in einer Nische eine Figur des heiligen Georg. Die noch erhaltenen Boxen für die Pferde des Hauser Lenz, wie Lorenz Hauser gewöhnlich genannt wurde, sind mit Delfter Kacheln ausgestattet. Etwas westlich des Schlosses befindet sich das kleine Pförtnergebäude mit Rundturm und Wehrgang. Es gehört heute nicht mehr zum eigentlichen Schlossgelände, da sich die Zufahrt auf der Ostseite befindet.
Der Schlosspark mit Mischwald schirmt das Schloss in fast jede Richtung ab, so dass es im Wesentlichen nur etwas vom Würmkanal aus und aus der Luft zu sehen ist. Im Park befindet sich ein künstlicher See, der mit Wasser aus dem Kanal gespeist wird und in dem zwei kleine Inseln liegen. Diese konnten früher über eine Holzbrücke betreten werden.
Die Anlage ist unter der Aktennummer D-1-62-000-7237 als denkmalgeschütztes Baudenkmal von München verzeichnet. 